# نظرية تعطيل تخفيف القلق
نظرية تعطيل تخفيف القلق هي تطبيق لنظرية إدارة الخوف لتفسير رد فعل الفرد تجاه حدث صادم، ما يؤدي إلى اضطراب ما بعد الصدمة. تفترض نظرية إدارة الخوف أن البشر -على عكس أي كائن حي آخر- يدركون بشكل فريد أن الموت هو النتيجة الحتمية للحياة. عندما تصبح أفكار الموت بارزة -كما يحدث عندما يحصل هجوم إرهابي ويكون مُحملاً بتلك الأفكار فتندفع إلى مستوى الوعي- يكون البشر عرضة للقلق الموهن إلا إذا كان من الممكن أن تكون «مخففة». يستجيب البشر للقلق والخوف من الموت الناتج عن التشبث برؤيتهم الثقافية للعالم، من خلال احترام الذات والعلاقات الشخصية الوثيقة أيضاً. تغرس الرؤى الثقافية مع الأعراف الثقافية والمعتقدات الدينية والقيم الأخلاقية المعنى في الحياة. وتعطي الحياة شعوراً بالطبيعية وأيضاً شعوراً بالسيطرة. لا توجد وسيلة لإثبات رؤية الفرد الثقافية في العالم، فهناك بنى بشرية هشة ويجب الحفاظ عليها. يرتبط التشبث بالنظرة الثقافية واحترام الذات المخففة للقلق بأفكار الوفيات. عندما تكون أفكار الموت بارزة، ينجذب البشر إلى نظرتهم إلى العالم الثقافي التي «تنص على المتطلبات الاجتماعية المناسبة، ومعايير السلوك القيّم، بينما ترسخ حياة الفرد بالمعنى والنظام والبقاء».
عندما يتعذر استيعاب التجربة المؤلمة في رؤية ثقافية حالية، تتعطل آليات تخفيف القلق. تجادل نظرية تعطيل تخفيف القلق بأن الأفراد يواجهون قلقاً كبيراً ما يؤدي إلى أعراض اضطراب ما بعد الصدمة، بما في ذلك إعادة التجربة، والإثارة المفرطة، والتجنب والتفكك. ومن المتوقع أن يسبب التفارق استجابات غير نمطية لحدوث الوفيات مقارنةً بالأفراد الذين لا يعانون من اضطراب تخفيف القلق عندما تكون اضطرابات تخفيف القلق معتدلة مع مبالغة في الاستجابات للمواجهة، مثل الرفض أو الإهانة في الثقافات الأخرى. عندما يكون اضطراب القلق حادًا، يمكن أن يحدث انهيار كامل لآليات المواجهة. اقتُرحت النظرية بواسطة توم بيشتشينسكي وبيلين كيسبير.

## الأصل

### نظرية تحطيم المُسلّمات
في عام 1992، حدد جانوف بولمان نظرية الاستجابة للصدمة (نظرية تحطيم المُسلّمات). يفترض جانوف-بولمان أن البشر لديهم مُسلمات أساسية حول العالم الذي يعيشون فيه، استناداً إلى الاعتقاد بأن العالم مكان جيد وذو معنى وأن الفرد يتمتع بقيمة الذات. توهم هذه المسلمات الفرد بأن لديه قدراً من التحكم في حياته الخاصة بالإضافة إلى الشعور بالضعف. عندما يواجه الفرد حدثاً مؤلماً، تتعطل معتقداته الراسخة بأن العالم مكان جيد وذو معنى وأن له دوراً جيداً في هذا العالم. فيصبح العالم غير خيّر أو لا يمكن التنبؤ به. أخذت كُل من نظريتي إدارة الخوف وتعطيل تخفيف القلق بالمفهوم خطوة إلى الأمام.

### نظرية تعطيل تخفيف القلق
لا تركز نظرية تعطيل تخفيف القلق على أفكار وعواطف الفرد فحسب، بل تدرس أيضاً السلوك الذي تنتج عند دراسة نظرية إدارة الخوف ونظرية تحطيم المُسلّمات معاً. يُعانى من القلق المفرط بعد اضطرابات ما بعد الصدمة لأن الأحداث التي تسببت في اضطراب ما بعد الصدمة قد أثبتت لهؤلاء الأفراد أن آليات تخفيف القلق ليست قادرة على حمايتهم من الموت. الأفراد الذين لديهم مستويات عالية من التفارق غير المقارن وانخفاض مستويات الكفاءة الذاتية، هما مؤشران لاضطراب ما بعد الصدمة، تكون لهما ردود غير طبيعية على تذكر الموت. لا يستخدم هؤلاء الأفراد بدورهم آليات المواجهة التي تُستخدم عادة لإزالة الخوف من الموت: الثقافة، واحترام الذات، والعلاقات الشخصية. في الواقع، لدى الأفراد الذين يعانون من اضطراب ما بعد الصدمة، يُنظر إلى آليات مواجهة تأثير الوفيات على أنها دون قيمة، بل وربما يُنظر إليها على أنها مكروهة.

### مكونات تخفيف القلق
- النظرة الثقافية للعالم: غالبًا ما يرفض الأفراد الذين يعانون من اضطراب ما بعد الصدمة ثقافتهم عندما تُطرح حتمية الموت للمناقشة، وهو العكس المباشر لما تبرهنه نظرية إدارة الخوف أنه حقيقي لدى أولئك الذين لا يعانون من اضطراب ما بعد الصدمة. تغرس النظرات الثقافية العالمية في الحياة البنية والغرض والمعنى. يحافظ الناس على هذه الإنشاءات الهشة من خلال تفضيل مرافقتهم للمتشابهين معهم في التفكير. لكن عند مواجهة حدث صادم، هناك أوقات لا يمكن فيها استيعاب الرعب في إطار رؤية الشخص للثقافية العالمية الحالية.
- تقدير الذات: أثبتت دراسات مختلفة أن الأفراد الذين يعانون من اضطراب ما بعد الصدمة قد قللوا أيضًا من تقديرهم لذواتهم. لا يمكن أن يعمل تقدير الذات بشكل جيد كنظام تعطيل تخفيف القلق لدى أولئك الذين يعانون من اضطراب ما بعد الصدمة حيث يضعف التخفيف عند هؤلاء الأفراد. يمكن أن يؤدي ارتفاع تقدير الذات إلى إزاحة الاستجابات الدفاعية وتخفيفها في وجه الخوف المتمثل في حتمية الوفاة لأنه يمثل إشارة إلى أن الفرد يعيش وفقاً للمعايير التي ينبغي عليه أن يعيشها، بناءً على نظرته إلى العالم. تعد القيمة الذاتية -كما توحي نظرية إدارة الخوف- مكوناً أساسياً لنظام القلق الوجودي. يعد اضطراب ما بعد الصدمة بمثابة الانهيار في هذا النظام، لوحظ أن المحاربين القدامى الذين يعانون من اضطراب ما بعد الصدمة في الماضي والحاضر، أو الذين يعانون من اضطراب ما بعد الصدمة قد أظهروا انخفاضاً في تقديرهم لذواتهم. وفقاً لنظرية تعطيل تخفيف القلق، فإن هذا يترك هذه المجموعة معرضة بشكل خاص للقلق، إذ إن تقدير الذات جزء لا يتجزأ من آلية تخفيف القلق لدى الفرد.
- العلاقات الوثيقة: غالباً ما يُشار إلى أن نظرة العالم واحترام الذات يؤثران على الطرق التي تُخفف بها مخاوفنا من الموت مع نظرية تعطيل تخفيف القلق. تعمل العلاقات الوثيقة أيضًا كمنظم لهذه المخاوف. لمّحت الدراسات السابقة إلى أن العلاقات الوثيقة تلعب دوراً في إدارة الخوف، لكنها لم تضع تصوراً، أو تشرح نظرياً أو تختبر سياق العلاقات الوثيقة في نظريات إدارة الخوف. يبدو أن العلاقات الوثيقة هي نتاج الانتقاء الطبيعي بسبب فوائدها الإنجابية والبقاء على قيد الحياة، إذ تسهم الفوائد الإنجابية في بقاء جينات الناس من خلال ذرياتهم.[8] لذلك، تزيد العلاقات الوثيقة من احتمال التزاوج وتؤدي إلى مهارات البقاء على قيد الحياة الأخرى مثل جمع الطعام وإيجاد المأوى والوعي البيئي وحماية النسل من الأخطار.[9] تم التعرف على أن تشكيل وحفظ العلاقات الوثيقة والمحافظة عليها لدى كل من الرضع والبالغين مصدر لتنظيم القلق. ويُلاحظ أيضاً أن احترام الذات يمكن أن ينبع أيضاً من العلاقات الوثيقة.[10] بناءً على هذه الأشياء، كان من المفترض أن تكون إقامة علاقات وثيقة والمحافظة عليها بمثابة آلية للتخفيف من حدة القلق من الوفاة.

يبدو أن العلاقات الوثيقة تتمتع بالقوة ضد التهديدات الوجودية الأساسية، والتي تسمح للناس بالرد على هذه التهديدات من خلال تلبية الإمكانيات العلائقية. ثانياً، يبدو أن الالتزام بالعلاقة لا يتشكل فقط من خلال الاستثمار والعلاقات المحتملة، والبدائل المحتملة، بل وبالحاجة الوجودية لحرمان الوعي بالموت. ثالثاً، يبدو أن عمليات إدارة الخوف لا تشمل فقط دفاعات النظرة العالمية لحماية الذات، بل أيضاً تعزيز الالتزام تجاه الآخرين وتوسيع الذات، الذي توفره هذه العلاقات.
والنتيجة المهمة هي أن العلاقات الوثيقة قد تعمل كحاجز أساسي للقلق. يبدو أن العلاقات الوثيقة لا تحمي الأفراد فقط من التهديدات أو المخاطر الملموسة والفعلية، بل وتوفر أيضاً درعاً رمزياً ضد وعي الفرد. نظراً إلى أن تهديد الموت أمر لا مفر منه، فإن الدعم المقدم من المقربين منا يجعل فكرة الموت أكثر تحملاً عن طريق إعطاء معنى لحياتنا من خلال كونها مهمة للآخرين.
بالإضافة لتخفيف آخر للقلق، تُعد العلاقات الشخصية متلفة لدى الأفراد الذين يعانون من اضطراب ما بعد الصدمة. لدى الأشخاص الذين يعانون من اضطراب ما بعد الصدمة معدلات طلاق أعلى، وعلاقتهم أكثر صعوبة مع أطفالهم، وهم أكثر عرضة للعنف المنزلي، وبعيدون عاطفياً عن أحبائهم. كل هذه الأمور مدمرة ونتيجة لذلك، لا يمكن تحقيق إدارة الخوف من خلال العلاقات الشخصية الوثيقة.

## دراسات نظرية تعطيل تخفيف القلق

### ردود الفعل ما بعد الصدمة
نظرت دراسة في ردود التفارق واضطراب ما بعد الصدمة لدى الطلاب الذين نجوا من زلزال زاراند عام 2005 في إيران. بلغت قوة الزلزال 6.4 درجة على مقياس ريختر، ما أسفر عن مقتل أكثر من 1500 شخص وتشريد أكثر من 6700 شخص لمدة شهرين أو أكثر. نُظِر إلى التفارق بعد شهر واحد ثم أُعيد النظر إليه بعد ذلك بسنتين لمعرفة ما إذا كان مستوى التفكك تنبأ باضطراب ما بعد الصدمة.
بعد أربعة أسابيع من وقوع الزلزال، حث الباحثون على التطوع في الجامعات المحلية. حقق جميع المشاركين معيار الدليل التشخيصي والإحصائي للاضطرابات العقلية لصدمة من الدرجة آي واحد. وكان الكثير منهم يرتدون ملابس الحداد السوداء أو مصابين بجروح جراء الزلزال.
استُخدمت ثلاثة شروط: معدل الوفيات، الزلازل أو ألم الأسنان. قيّم الباحثون مدى شعور الأشخاص تجاه المساعدات الخارجية في أعقاب الكارثة. أشارت النتائج إلى أن الأشخاص ذوي الميول الانفصالية العالية لم يظهروا أي انطباع عن الوفيات في المواقف تجاه المساعدات الخارجية. كان رد فعل الأشخاص ذوي الميول الانفصالية منخفضًا كما تتنبأ نظرية إدارة الخوف عند مواجهتها بصدمة الوفيات والتفكير بالزلزال.
بعد عامين من حدوث الزلزال، عاد الباحثون وشارك 172 من المشاركين الأصليين. توقعوا أن الأشخاص الذين يعانون من أعراض اضطراب ما بعد الصدمة المرتفعة لديهم نظرة عالمية متقطعة حول كل من المساعدات الأجنبية وقواعد الزي الإسلامي. وجدوا علاقة قوية بين التفكك وشدة أعراض اضطراب ما بعد الصدمة اللاحقة. حتى بعد مرور عامين، لا يزال الأشخاص الذين لديهم ميول انفصالية عالية لا يدافعون عن التهديدات الوجودية بشكل نموذجي بالنسبة للسكان الذين لم يتعرضوا للصدمات.